# Yuri Leóntiev
Yuri Kirilóvich Leóntiev (en ruso: Юрий Кириллович Леонтьев; Cheboksary, URSS, 14 de agosto de 1961) es un deportista ruso que compitió para la Unión Soviética en tiro con arco, en la modalidad de arco recurvo.
Ganó una medalla de bronce en el Campeonato Mundial de Tiro con Arco al Aire Libre de 1997, dos medallas de oro en el Campeonato Europeo de Tiro con Arco al Aire Libre de 1988 y dos medallas de oro en el Campeonato Europeo de Tiro con Arco en Sala de 1985.
Participó en dos Juegos Olímpicos de Verano, ocupando el quinto lugar en Seúl 1988 y el cuarto en Sídney 2000, en la prueba de equipo.

## Palmarés internacional
| Representando a la URSS          |                         |                   |            |
| Campeonato Europeo al Aire Libre |                         |                   |            |
| Año                              | Lugar                   | Medalla           | Prueba     |
| 1988                             | Luxemburgo (Luxemburgo) | Medalla de oro    | Individual |
| 1988                             | Luxemburgo (Luxemburgo) | Medalla de oro    | Equipo     |
| Campeonato Europeo en Sala       |                         |                   |            |
| Año                              | Lugar                   | Medalla           | Prueba     |
| 1985                             | Odense (Dinamarca)      | Medalla de oro    | Individual |
| 1985                             | Odense (Dinamarca)      | Medalla de oro    | Equipo     |
| Representando a Rusia            |                         |                   |            |
| Campeonato Mundial al Aire Libre |                         |                   |            |
| Año                              | Lugar                   | Medalla           | Prueba     |
| 1997                             | Victoria (Canadá)       | Medalla de bronce | Equipo     |